# Iittala
Iittala – fińskie przedsiębiorstwo produkcji szkła codziennego użytku i szkła artystycznego.  

## Historia
Fabryka została założona w 1881 roku przez przedsiębiorcę szwedzkiego Petrusa Magnusa Abrahamssona we wsi Iittala. Pierwsi pracownicy zostali sprawdzeni ze Szwecji z uwagi na brak odpowiednio wykwalifikowanej siły roboczej w Finlandii. Abrahamsson szybko utracił kontrolę nad firmą. Iitallę kupił A. Ahlstöm, właściciel fabryki szkła Karhula, który rozpoczął produkcję szkła na potrzeby aptek i do użytku domowego. 
W latach 20. i 30. XX wieku Iittala rozpoczęła produkcję szkła artystycznego. Projektantami pracującymi dla Iittali byli m.in. Alvar Aalto – dyrektor artystyczny firmy od 1947 roku, Aino Aalto, Timo Sarpaneva (1950–1970), Tapio Wirkkala i Oiva Toikka. 
W 1988 roku firma wraz z przedsiębiorstwem Nuutajärvi utworzyła Iittala-Nuutajärvi Co., która została przejęta w 1990 roku razem z innymi producentami szkła i ceramiki Arabią i Rörstrandem przez Hackmann&Co.. W 2002 roku Iittala stała się międzynarodową marką Iittala Group (od 2003 Iittala Group Oy AB). W 2007 roku Iittala Group została przejęta przez firmę Fiskars.

## Produkty

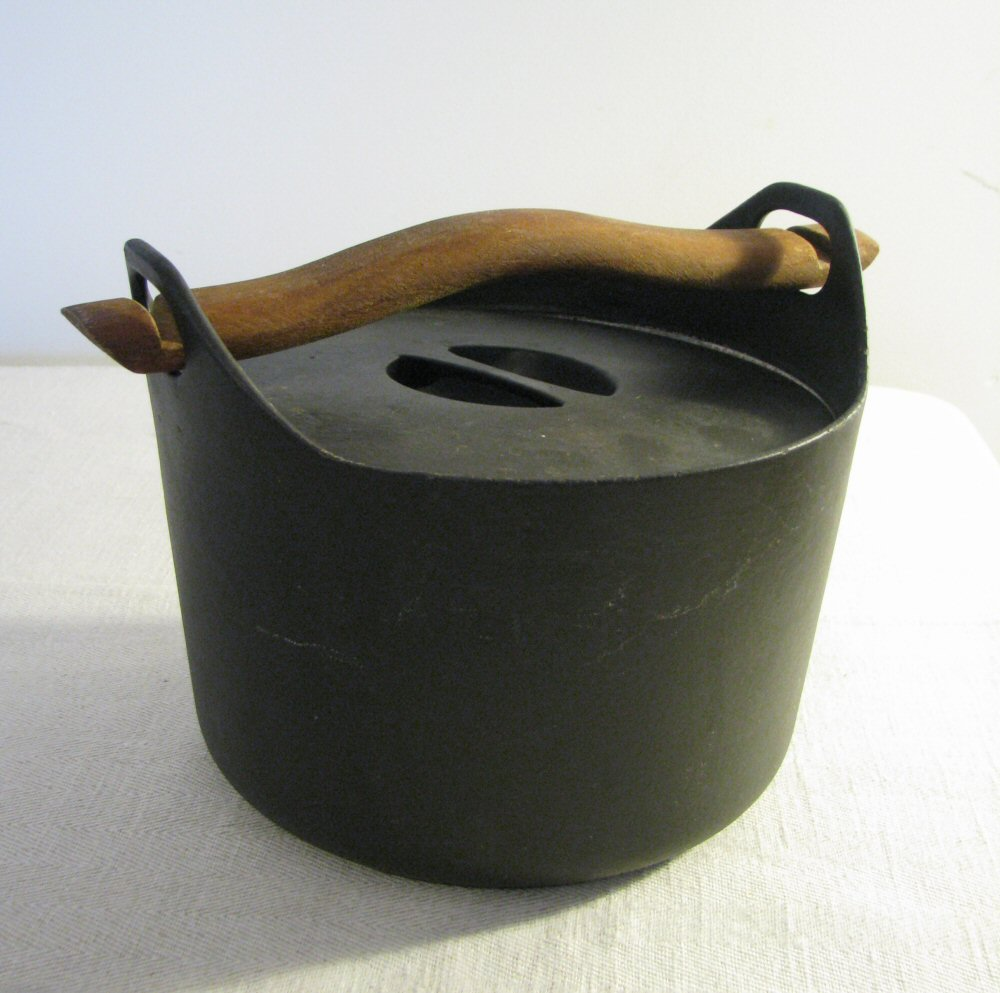
Żelazny garnek projektu Timo Sarpanevy z 1960
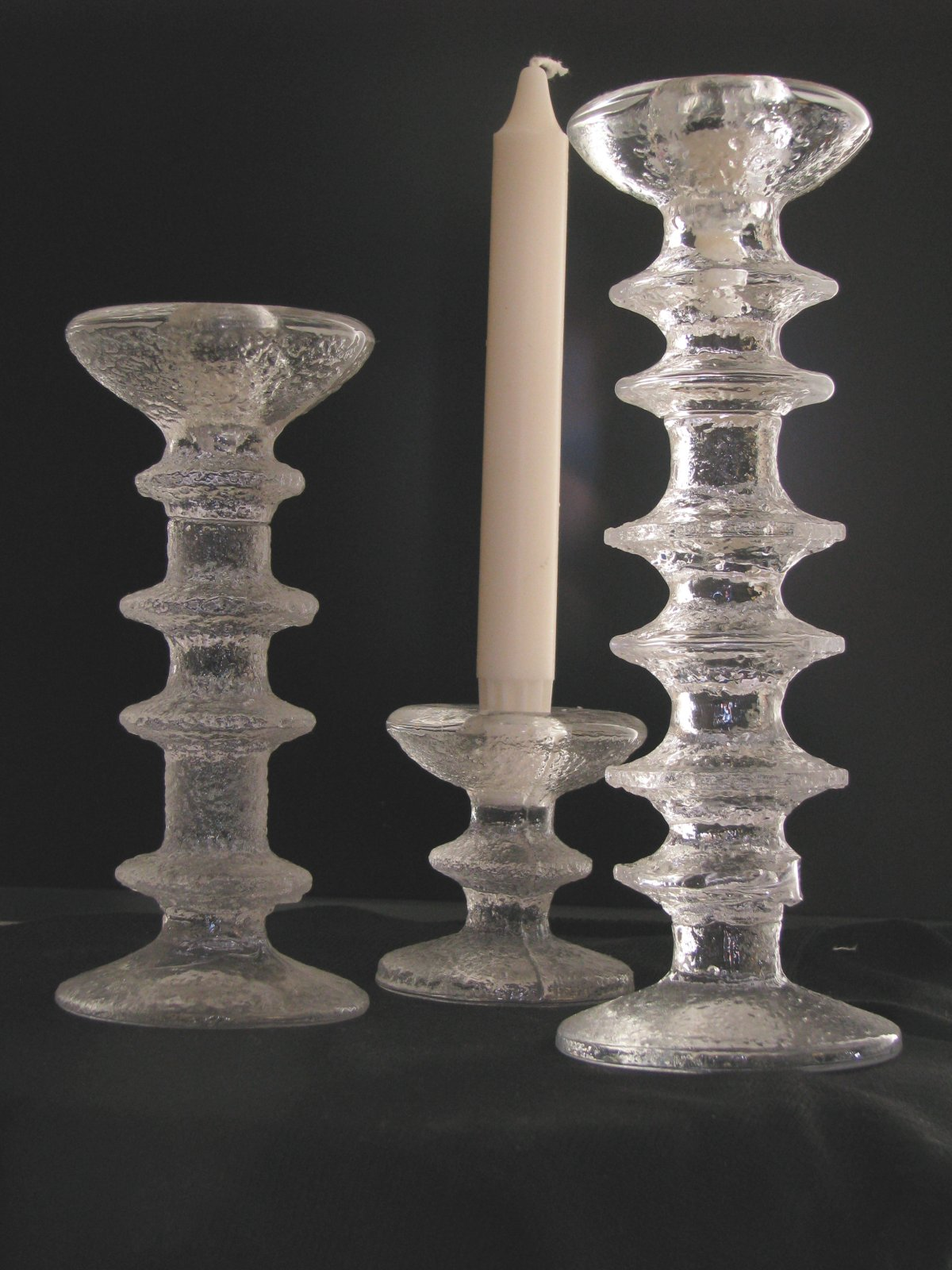
Szklane świeczniki projektu Timo Sarpanevy z 1966
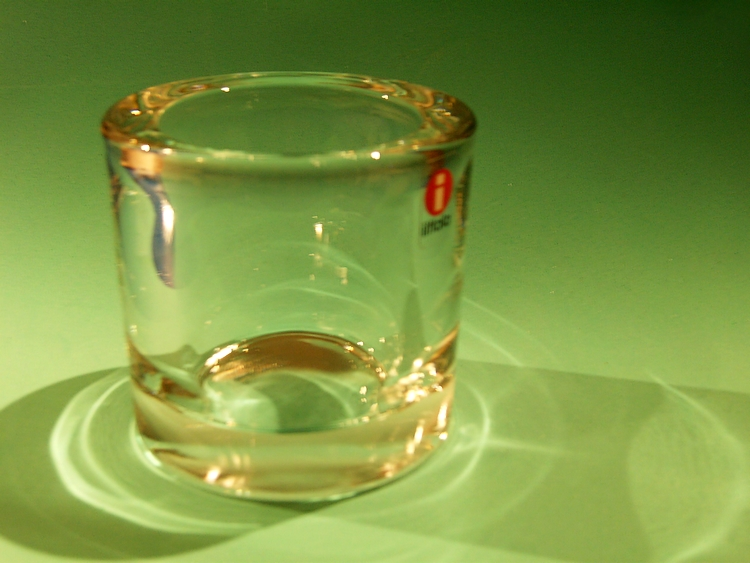
Szklanka „Kivi” projektu Heikkiego Orvolana z 1988
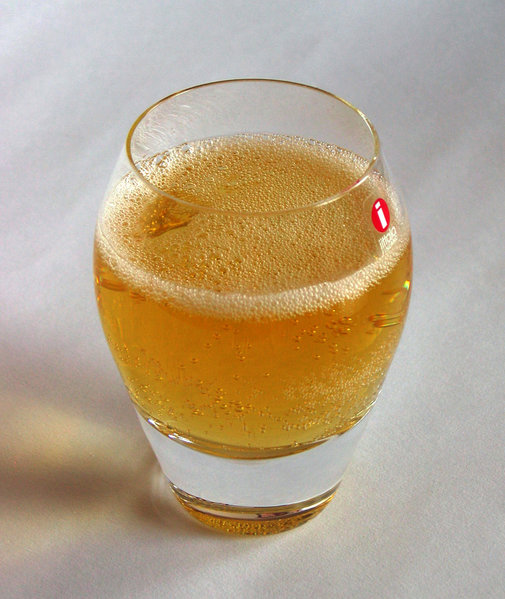
Szklanka projektu Eliny Joensuu z 1995